# Monochelus angolensis
Monochelus angolensis är en skalbaggsart som beskrevs av Moser 1919. Monochelus angolensis ingår i släktet Monochelus och familjen Melolonthidae. Inga underarter finns listade i Catalogue of Life.